# Station Havixbeck
Station Havixbeck is een halte in de Duitse plaats en gemeente Havixbeck. Het station ligt aan de lijn Empel-Rees - Münster.